# اختبار سالي-آن

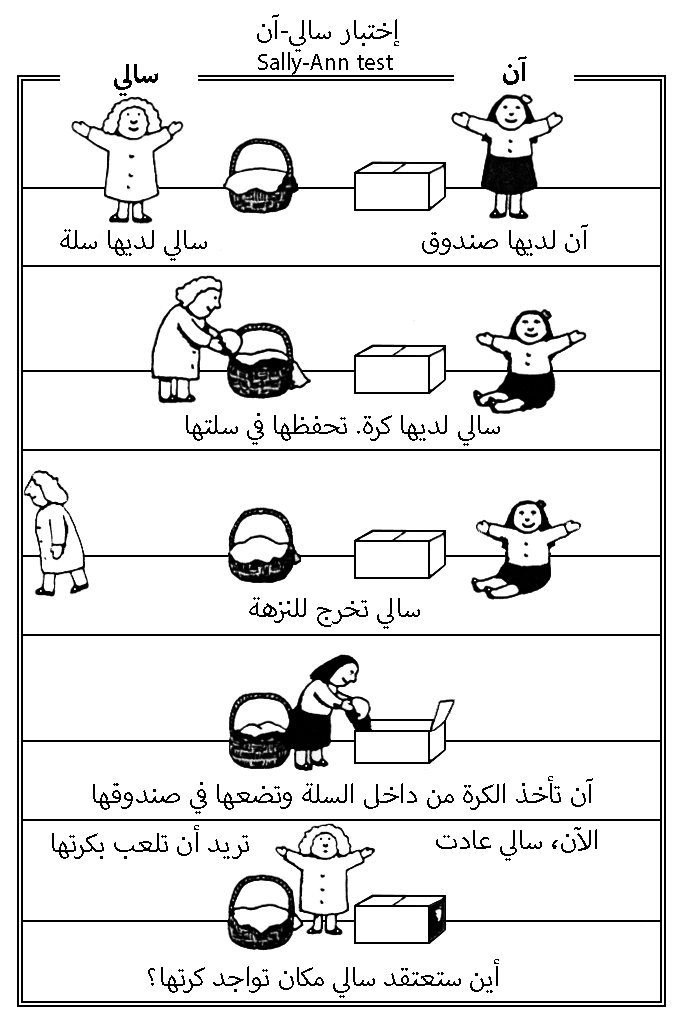
توضيح لإختبار "سالي-آن"

اختبار سالي-آن (بالإنجليزية: Sally–Anne test)‏ هو اختبار نفسي أجريَ عام 1985، يستخدم في علم النفس التنموي لقياس القدرة الإدراكية الاجتماعية للشخص على إسناد الاعتقادات الخاطئة لاعتقادات الآخرين. منفذوا الاختبار هم «سيمون بارون كوهين»، «آلن إم. ليزلي»، و«أوتا فريث». في عام 1988، كرر ليزلي وفريث التجربة بأدوار بشرية (بدلاً من الدمى) ووجدوا نتائج مماثلة.

## خطوات الاختبار
في الاختبار، وبعد تقديم الدمى وتعريف أسمائها للطفل الذ يُجرى عليه الاختبار، تأخذ الدمية «سالي» كرة زجاجية وتخفيها في سلةٍ لها، وتغادر الغرفة لتذهب في نزهة. بعد أن تبتعد؛ تأخذ «آن» هذه الكرة من سلة «سالي» وتضعها في صندوقها الخاص. بعد ذلك يتم إعادة سالي في الغرفة، ثُم يُسأل الطفل السؤال الرئيسي في الاختبار (سؤال الاعتقاد): «أين ستعتقد سالي مكان كرتها؟»

## النتائج
يجب على المشارك في هذا الاختبار الإجابة على سؤال الاعتقاد بشكل صحيح من خلال الإشارة إلى أن سالي تعتقد أن الكرة في سلة خاصة بها. حيث أن هذه الإجابة بديهية من منظورنا لـ«سالي»، ولكن ليس من منظور المشارك في الاختبار. إذا لم يُجب المشارك بشكل صحيح، فإنه يشير إلى أن سالي لديها سبب للاعتقاد أن الكرة قد انتقلت.
وبالتالي يعبّر الاختبار عن فهم المشاركين بأن «سالي» لديها معتقداتها الخاصة التي قد لا ترتبط مع الواقع، وهذا هو الشرط الأساسي لنظرية العقل. وعموماً، فإن الأطفال دون سن الرابعة يجيبون بأن الكرة في صندوق «آن»، وهذا يدل على عدم إدراكهم لاعتقاد «سالي» المختلف.